# NIC-23B
La NIC-23B es una importante carretera nacional clasificada como colectora principal en Nicaragua. Esta vía comienza en el Suroeste, conectándose con la NIC-7 a la altura de Juigalpa, y culmina con la NN-108 en el municipio de El Ayote, en la Región Autónoma de la Costa Caribe Sur. 

## Extensión
Con una extensión de 32,97 km, la NIC-23B juega un rol clave en la conectividad y transporte de la región.